# Kosinsky (district)
Kosinsky (Russisch: Косинский райо́н) is een administratief district (rajon) van de okrug Komi-Permjakië van de kraj Perm, een van de drieëndertig kraj van Rusland. Als gemeente is het geheten het Gemeentelijk District van Kosinsky. Het is gelegen in het noordwesten van de kraj. Het gebied van het district is 3.462 vierkante kilometers. Het bestuurlijk centrum is de rurale nederzetting Kosa. Het bevolkingsaantal bedraagt 7.246 volgens de volkstelling van 2010, 8.541 volgens de volkstelling van 2002 en 10.615 volgens de volkstelling van 1989. Het aantal Kosa staat in voor 32,9% van de totale bevolking van het district.

## Geografie
De Kosa (een zijrivier van de Kama) stroomt door het district.

## Geschiedenis
Het district werd opgericht op 23 februari 1924.

## Demografie
Etnische samenstelling (volgens de volkstelling van 2002):
- Mensen uit Komi-Permjakië 71,7%
- Russen: 25,7%